# Municipio de Jesús María (Aguascalientes)
El municipio de Jesús María es un municipio del estado de Aguascalientes, México. Su cabecera es la ciudad de Jesús María. Forma parte de la Zona Metropolitana de Aguascalientes.
Se localiza a 11 kilómetros de la capital del estado, en la parte centro-oeste, con coordenadas 21° 57' 40' latitud norte y 102° 20' 36' longitud oeste, y a una altura de 1880 metros sobre el nivel del mar.
Jesús María limita al norte con los municipios de San José de Gracia, Pabellón y San Francisco de los Romo; al sur y oriente con el municipio de Aguascalientes y al poniente con el municipio de Calvillo. Se divide en 120 localidades de las cuales las más importantes son: Jesús María y Jesús Gómez Portugal. 
El municipio cuenta con una superficie de 499.18 kilómetros cuadrados, representando el 8.96% del territorio del estado. Pertenece a la provincia de la Mesa Central, que se caracteriza por contar con zonas accidentadas que abarcan un 25 por ciento, localizadas en la parte norte-noreste y sur. Las zonas semiplanas cubren un 45% en la parte noreste, oeste y sur y las zonas planas representan el 30% restante y se localizan al norte y noreste del municipio.

## Historia

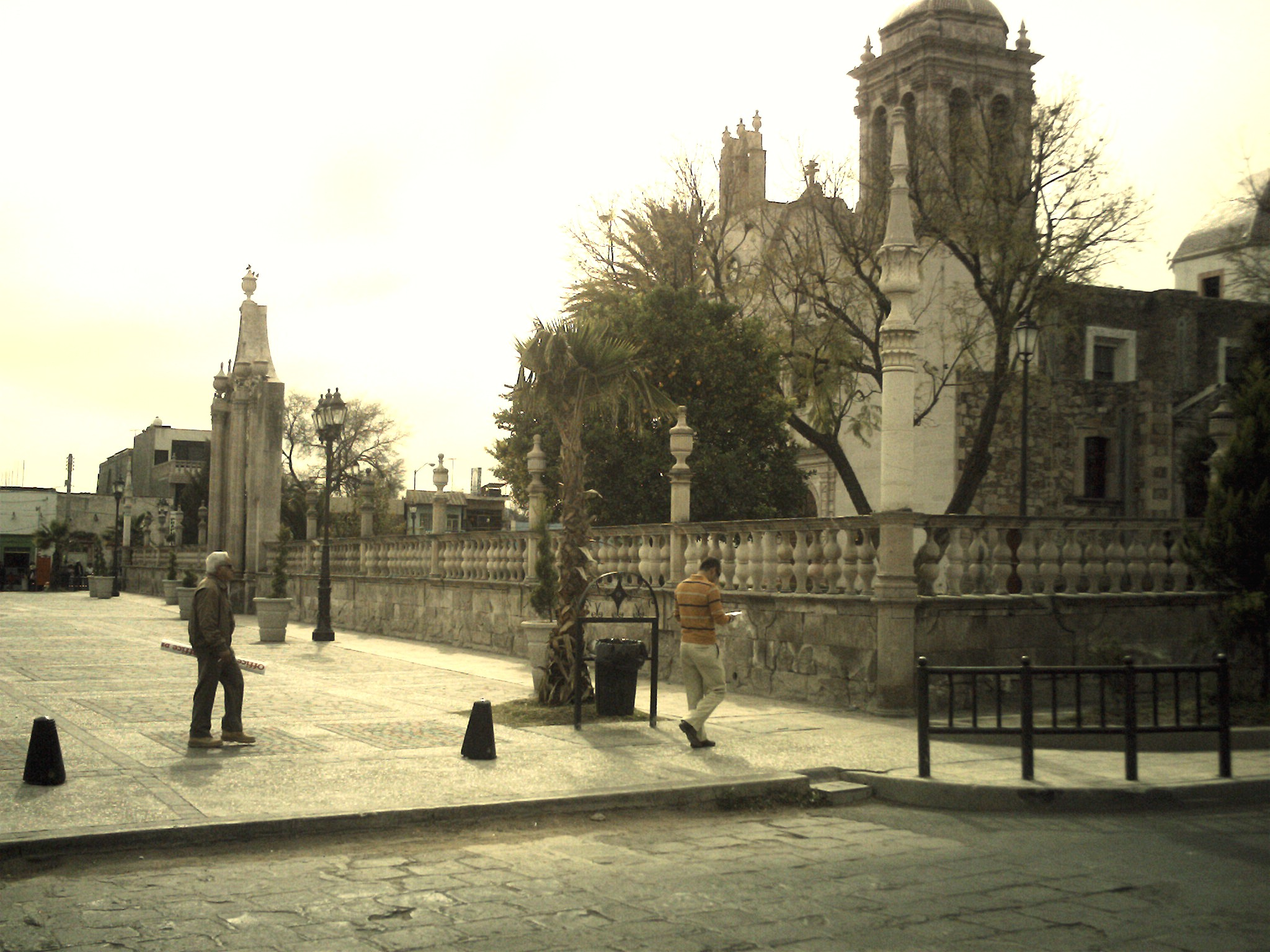
Plaza de la cabecera municipal y templo de Jesús Nazareno.

### Fundación
El municipio de Jesús María se llamó originalmente Jesús María de los Dolores, este se fundó en un lugar donado por una familia española, llamado JONACATIC o XONACATIQUE palabra náhuatl que significa "lugar donde crecen las cebollas", terreno cedido por el capitán José Rincón Gallardo, está entrega quedó escriturada ante la Real Audiencia de Guadalajara el 24 de julio de 1699. El 23 de diciembre de 1700 se autorizó la entrega a los nuevos fundadores por el doctor Alonzo de Ceballos Villa Gutiérrez funcionario de la Real Audiencia de la Nueva Galicia y por don Francisco Domínguez de Riezo. El 29 de noviembre de 1701 fue confirmado el derecho de los indios provenientes de un lugar llamado Charco azul (Asientos Aguascalientes) a formar el nuevo pueblo.
Así el 1° de diciembre de 1701 la transmisión de derechos fue certificada por el escribano público y del cabildo Salvador Delgado Cervantes. La entrega fue realizada por don Diego de Parga y Galloso, abogado de la Real Audiencia de la Nueva Galicia, Regidor decano de la ciudad de Zacatecas y alcalde Mayor y la Santa Hermandad en la Villa de Aguascalientes.

### Los primeros pobladores
La fundación se realizó ante la ausencia de su principal promotor el cacique indígena Matías Saucedo y Moctezuma, Capitán de Fronteras Chichimecas, que estaba a cargo del puesto de Pilotos (Asientos Aguascalientes). La documentación que acreditó la propiedad otorgada a los indios fue recibida por don Juan Rodríguez de la Tapia quien dijo ser indio cacique, venido de conquistadores de los de Jilotepeque y descendiente del rey Jicotea. También firmaron 32 personas como fundadores Miguel Suárez, Fabián Díaz, Domingo de Lima, Matias de Saucedo, Diego Flores, Juan Gabriel, Marcos Rodríguez, Salvador González, Lorenzo de la Meza, Miguel de la Cruz, Felipe de la Cruz, Juan Silvestre, Juan Cristóbal, Manuel de la Cruz, Lucas de Aguilar, Isidro Martín, Tomás de Aguilar, Juan Martín de Luna y Tapia, Francisco de Torres, Pascual Ramírez, Juan Nicolás, Juan Martín, Bartolomé de Luna, Domingo de Luna, Lucas "El Obrajero", Miguel de Torres, Diego Ramírez, Domingo Hernández, Nicolás Ventura, Sebastián de Luna y Joaquín de Luna.

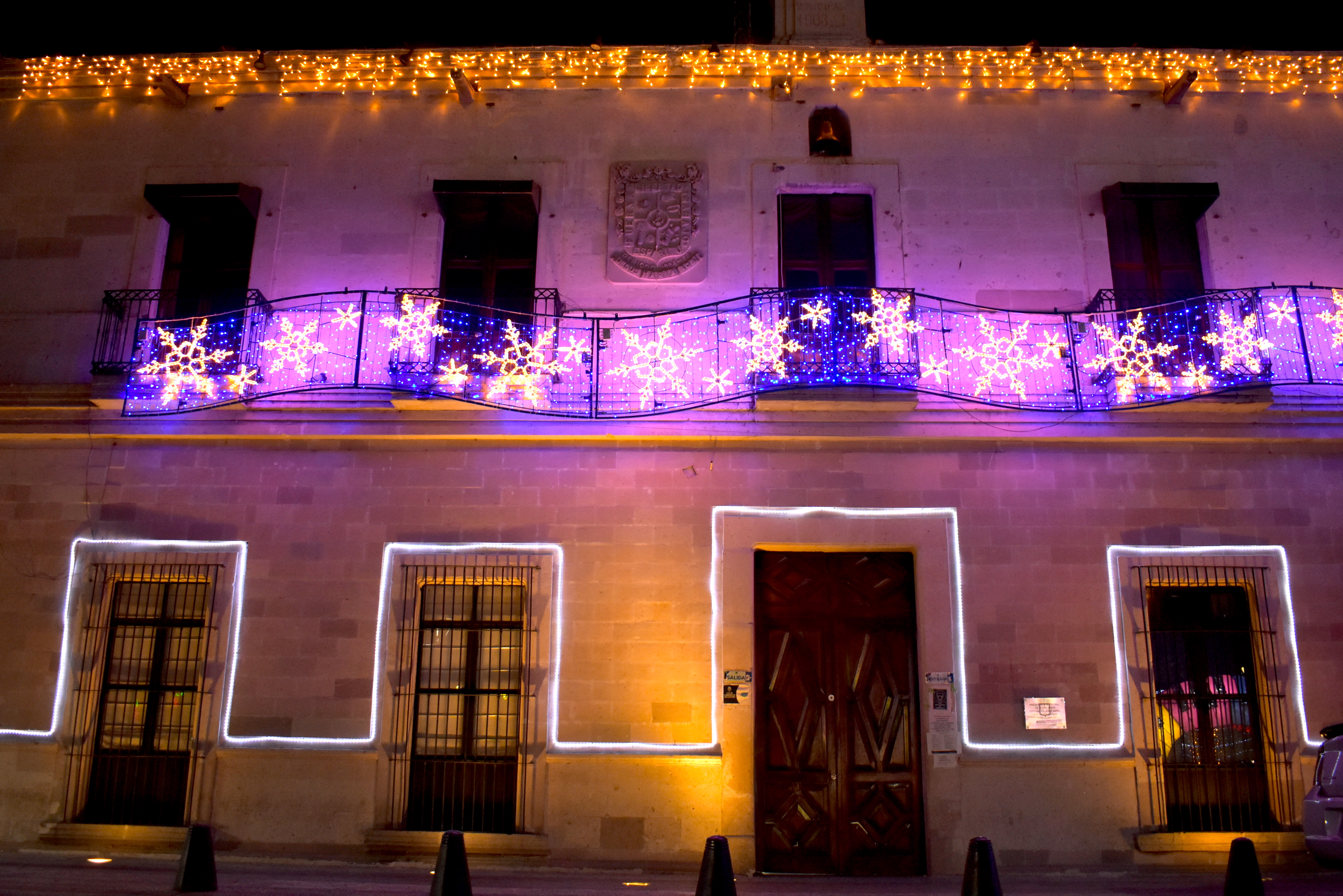
Fachada del Palacio Municipal de Jesús María, Aguascalientes.

Los indios efectuaron el acto de posesión de las tierras equivalente a un sitio de ganado mayor y cuatro caballerías (1883.99 hectáreas) arrancando hierbas, tirando piedras, manoseando el agua y repicando la campana que indicaba el lugar que ocuparía la iglesia.
Algunos indígenas no estuvieron de acuerdo en el sitio que se les concedió, e intentaron fundar otro pueblo en el sitio de Bocas, pero los Rincón Gallardo intervinieron para evitarlo.

### La Independencia
La noticia del levantamiento armado encabezado por el Cura Miguel Hidalgo se recibió en la intendencia de Zacatecas el 21 de septiembre de 1810, de inmediato el gobierno colonial envió a la subdelegación de Aguascalientes dos compañías de caballería para evitar que cayera en manos de los rebeldes. Aun así el pánico cundió y muchos españoles huyeron a buscar refugio en las ciudades de Zacatecas y San Luis Potosí.
Durante la noche del 8 de octubre, la villa de Aguascalientes fue tomada por gente del pueblo y a fines del mismo mes llegaron al lugar los soldados del ejército insurgente, al mando del comandante Rafael Iriarte.
Al iniciar 1811 parecía que la causa independentista triunfaría en corto tiempo. Sin embargo, el 17 de enero el ejército realista, al mando del general Félix María Calleja, derrotó a las tropas insurgentes en la batalla de Puente de Calderón y la guerra cambió rápidamente de curso.
Hidalgo tuvo que emprender una larga marcha de retirada que lo llevaría hasta la ciudad de Saltillo. En el trayecto tuvo una reunión en la hacienda de Pabellón, Rincón de Romos Aguascalientes, con Ignacio Allende y otros integrantes del movimiento por la independencia, quienes resolvieron relevarlo del comando del ejército insurgente.

#### Personajes
El cura insurgente José Pablo Calvillo (proveniente del municipio de Calvillo), quien apoyó a Miguel Hidalgo en la lucha independiente como uno de los caudillos principales es asignado al pueblo de Jesús María en el año de 1808. Este, a finales de octubre 1810, integró un ejército de indios flecheros provenientes de la misma población, abandonando así sus funciones eclesiásticas para unirse a la rebelión en el poblado de Colotlán Jalisco.

### Sitios Históricos
En el rancho del Maguey ubicado cerca del pueblo de indios de Jesús María, cerca de la comunidad de Valladolid; el 30 de abril de 1811 tiene lugar la violenta "Batalla del Maguey"  combate entre el coronel realista Vicente Emparán y el jefe insurgente Miguel Rayón, quien intentaba huir para unirse a general Morelos en Michoacán. En esta ocasión la victoria favorece a los realistas, mientras que los rebeldes sufren cuantiosas pérdidas materiales y humanas. Dentro de este combate participó el mismísimo Juan José de los Reyes Martínez Amaro, mejor conocido como "El Pípila" héroe insurgente durante la toma de la Alhóndiga de Granaditas en 1810 en la ciudad de Guanajuato.

### Hechos
El 5 de agosto de 1811 el cura realista José Francisco Álvarez en la hacienda de Garabato, acabó con la columna insurgente que encabezaban los hermanos Nájera. Álvarez llegó a ocupar la villa de Aguascalientes al frente de una columna de 400 hombres, pero los rebeldes contraatacaron y lograron recuperarla. Y el 20 de septiembre, bajo el mando del insurgente indígena Albino García, los independentistas tomaron de nuevo la villa de Aguascalientes esta acción militar estuvo tan bien planeada que tomó por sorpresa al subdelegado Felipe Pérez de Terán, quien fue paseado semidesnudo por las calles.
El 6 de julio 1821, algunos habitantes de Jesús María se trasladan a la Villa para jurar la Independencia de México. Ese día, grupos del pueblo bajaron el busto de Fernando VII que se encontraba en la parte superior de la columna central de la plaza y taparon los cinco escudos ubicados en la parte superior de los balcones de palacio de Gobierno, pues se creía que representaban a las provincias de España.

## Toponimia
El sitio donde se asienta la cabecera municipal de Jesús María originalmente fue conocido como Xonacatique,  que significa “lugar donde crecen las cebollas”. En el año de 1765 se eleva a categoría de Villa con el nombre de “Jesús María de los Dolores” y después de la Revolución es cuando su nombre se acorta quedando como actualmente se conserva “Jesús María”.

## Escudo
El nombre y el Escudo del Municipio son el signo de identidad y símbolo representativo del Municipio, respectivamente.
El Municipio conserva su nombre actual de “Jesús María” el cual no podrá ser cambiado, sino por acuerdo unánime del Ayuntamiento y con la aprobación de la Legislatura del Estado.
La descripción del escudo del Municipio de Jesús María, las figuras representadas en los diferentes cuadros, son la Tradición, Industria, Ganadería y Agricultura:
- 1. Tradición: el cuadrante superior izquierdo representa el vestuario tradicional de los hombres que acompañaron a Santo Santiago.
- 2. Religión: el cuadrante superior derecho representa en sí la religión por medio de la corona de Jesucristo Y el estandarte del Santo Santiago, que representa las festividades que se celebran en esta ciudad.
- 3. Ganadería: en el círculo central la figura representa la actividad ganadera de la región.
- 4. Industria: en el cuadrante inferior izquierdo la figura representa la actividad económica industrial de la región.
- 5. Agricultura: en el cuadrante inferior derecho la figura representa la principal actividad agrícola de la región.

En el Municipio de Jesús María son símbolos obligatorios la Bandera, el Himno y Escudo Nacionales, así como el Escudo y el Himno del Estado de Aguascalientes.

## Turismo

### Atractivos turísticos

#### FIESTAS Y FERIAS
Fiesta en Honor de Nuestro Padre "Jesús Nazareno":
La representación de la batalla de “Los Chicahuales”: que es un patrimonio inmaterial cultural, una tradición que se celebra durante los últimos días de julio, en la feria que lleva el mismo nombre y que está dedicada en honor a Santo Santiago.  

#### SITIOS DE INTERÉS
El Centro Histórico: punto de reunión para las familias, pues ahí se llevan a cabo actividades: culturales, deportivas y religiosas. 
La Parroquia de Jesús Nazareno: que cuenta con un retablo barroco cubierto en hoja de oro, mismo que formó parte de la Catedral Basílica de Nuestra Señora de la Asunción de la Ciudad de Aguascalientes y fue  trasladado a Jesús María en 1750, para ser restaurado años después por expertos del INAH (Instituto Nacional de Antropología e Historia).
El Palacio Municipal: que además de su arquitectura colonial, cuenta con murales que relatan la historia de Jesús María. Fue inaugurado en 1903. El 8 de febrero de 1916 Jesús María fue declarado municipio libre instalándose formalmente el H. Ayuntamiento. En la parte baja a la entrada estaban los calabozos para los presos, en la parte posterior fue un corralón para encerrar a los animales de pie mostrenco.
Museo Taurino de la Dinastía Armillita de Jesús María: ubicado en la Hacienda de los Armillita en la comunidad de Valladolid, en él encontrarás la historia de la familia “Armillita” así como una colección de carteles, trofeos y fotografías de la tauromaquia mexicana, que Víctor Manuel Espinosa Acuña “Armillita” heredó a sus hijos al fallecer el 9 de diciembre de 2016, gran torero y fundador de la ganadería Espinosa e hijos en el rancho bóvedas en 1982.
Balneario "Valladolid"

#### MURALES
Mural de la fundación de Jesús María: la llegada de los españoles a esta región se calcula en el año de 1521 y probablemente el primer español que poso estas tierras en son de reconocimiento, fue el capitán José Rincón Gallardo. Las Repúblicas de Indios, fueron Jesús María, San José de Gracia y San José de la Isla (Zacatecas) y tuvieron como condición para su fundación, que no debían mezclarse con la población española ni mestiza, debiendo mantener la pureza de la población indígena.
Mural “Morismos de Chinchilla”: El mural pintado por el maestro Chileno Marco Antonio Chinchilla, evidencia la cosmogonía del pueblo Mexicano y del pueblo Chicahual; la presencia de lo indígena que vislumbra ya un origen de este territorio (Tenochtitlán) protegido por sus dioses; la lucha entre los moros y cristianos, una fiesta casi pagana que engrandece la celebración del encuentro en esta región Aguascalentense. En el texto: (Peres, Peres & perfil, 2018)
Bibliografía: Peres, C., Peres, C., & perfil, V. (2018). Personajes de la Época. Chicahualciberntico.blogspot.mx. Retrieved 3 January 2018, from 
Los murales urbanos, son otro punto de atracción que podrás encontrar en espacios públicos, pues en ellos se reflejan los personajes representativos de la historia de Jesús María.

#### PATRIMONIO HISTÓRICO
La Hacienda de Los Cuartos: nació por merced original despachada el 22 de febrero de 1597, es decir hace 400 años, y fue utilizada como sitio de ganado mayor y caballerías. En el siglo XIX se sustituyó paulatinamente la ganadería por la agricultura, particularmente para el cultivo y molienda de trigo, rama en la que la hacienda fue muy productiva debido a una reforma de las instalaciones de su molino en 1860. A principios de este siglo la hacienda era una finca de unas 200 hectáreas en las que se cultivaba trigo, maíz y frijol, y contaba con monte para el ganado. En las siguientes décadas perteneció a diferentes personas hasta que en 1990, el Ing. Roberto Aceves Fernández donó la finca a la Fundación para convertirse en el Centro Ecológico Los Cuartos y, que a partir de 1992 el Centro es un lugar dedicado a la educación ambiental.El Centro Ecológico Los Cuartos: dentro de sus amplias instalaciones alberga una antigua hacienda del siglo XVII, donde desde 1990 se desarrollan proyectos y programas de educación ambiental. 
Hacienda El Chichimeco: Ubicada en el municipio de Jesús María, a quince minutos de Aguascalientes, se encuentra la Hacienda el Chichimeco, cuya construcción data del siglo XVIII. Caracterizada por el manejo de ganado de Lidia, que vio nacer la “Ganadería Armillita Hermanos” en 1934, una de las más importantes del estado. De la construcción destaca la Casa Grande construida en 1770, aunque también se observan corrales, caballerizas y trojes que tienen la función de graneros donde se almacenaban en sacos, o a granel, cereales, legumbres y otros productos agrícolas. Fermín Espinosa “Armillita”, reconocido torero coahuilense, fue una de las personas que estuvo a cargo de la hacienda, quien tras su muerte dejó a cargo a sus hijos Miguel y Fermín Espinosa Menéndez.
Hacienda de Las Trojes:
Hacienda de San Lorenzo:
Hacienda de Venadero:
Casco de la Represa de Maravillas:
Casco de la Represa de San Lorenzo:
Casco de la Represa de los Cuartos:
Presa de El Chichimeco:
Presa Abelardo L. Rodríguez:
Presa Los Arquitos:
Antiguo Puente de Piedra:
Puente de "El Zapato":

#### PATRIMONIO NATURAL
Cerro del Picacho ubicado en los pies del monumento natural del Cerro del Muerto: con una altura de 2440 metros, que nos permite apreciar los mejores atardeceres de Aguascalientes y de todo México. En él hay espacio para coyotes, mapaches, pumas, entre otras especies; pero también para intrépidos campistas, los cuales deciden pasar la velada acurrucados entre los matorrales. El Área Natural Protegida Monumento Natural Cerro del Muerto fue decretada como Área Natural Protegida Estatal, con la categoría de Monumento Natural, el 26 de mayo de 2008, fecha en que se publicó dicho mandato en el Periódico Oficial del Estado de Aguascalientes y fue el 13 de abril de 2015, se oficializó el Programa de Manejo del Área Natural Cerro del Muerto. 
Ecoturismo y Turismo de aventura: Jesús María cuenta con importantes atractivos naturales para estas actividades como Los Arquitos y Tapias Viejas, La Sierra Fría, el Rancho Cinegético “La Tinaja”, la Serranía de Juan Grande.
Cañón de Huijolotes: uno de los lugares más hermosos y concurrido por los amantes del cañonismo y de la escalada deportiva es el Cañón de Huijolotes en el estado de Aguascalientes. El Cañón también conocido como “Tapias Viejas” se localiza en el poblado del nombre anterior y se llega a el por la carretera 70 Poniente Aguascalientes-Calvillo, hasta el entronque al poblado de Tapias Viejas, recorrer 7 km hasta llegar al poblado del mismo nombre, continuar 5 km más hasta llegar al cañón. El lugar cuenta con una gran cantidad de rocas de entre 20 y 60 metros de altura, además de que los paisajes son hermosos, también puedes vivir la aventura de cocinar en un horno de piedra, único en toda la zona. Para los escaladores es muy bueno este lugar ya que debido a sus numerosas paredes y agujas es propicio para la escalada exterior e interior, así como el rappel. Una de las ventajas que tiene este sitio es que durante el verano no es tan caluroso y en invierno no es frío por lo que tal vez el quedarte a acampar o hasta muy tarde o muy temprano para empezar la actividad podría ser una opción. El clima de esta entidad de la república es variado: en las áreas bajas, cálido, y frío en las zonas altas y montañosas, especialmente en el invierno. La diversidad topográfica que manifiesta, permite a los visitantes de este lugar, descubrir impactantes paisajes y también desarrollar las más divertidas y audaces actividades ecoturísticas y del turismo de aventura.  

#### Actividades
El municipio cuenta con una orquesta y coro integrada por niños y jóvenes del municipio, quienes a través de la música han aprendido a desarrollar nuevas habilidades artísticas de alta calidad.
En la sierra fría podrás encontrar una amplia diversidad de fauna como es la codorniz, ave migratoria que viaja entre continentes; el ganso silvestre, ave acuática famosa por sus largos vuelos en bandada y formación en V.
El Área Natural Protegida Área Silvestre Estatal Sierra Fría; espacio que cuenta con una superficie de 106,614. 75 hectáreas, es reconocida por su riqueza biológica, abundancia de flora y fauna y porque posee características naturales únicas en el Estado.  Fue declarada Área Natural Protegida, bajo la categoría de Área Sujeta a Conservación Ecológica, el 26 de enero de 1994 y fue el 17 de agosto de 2015, cuando se publicó en el Periódico Oficial del Estado de Aguascalientes la recategorización del Área Natural Protegida Sierra Fría, pasando del antiguo rubro de Área Sujeta a Conservación Ecológica al de Área Silvestre Estatal.
También forman parte de las especies locales el coyote, la liebre y el venado de cola blanca, que habitan en entornos como el bosque de coníferas y los extensos pastizales.

#### Cultura
El municipio de Jesús María es reconocido a nivel Nacional e Internacional por sus muebles de finas maderas como son: la caoba importada, poplar americano del norte de los montes Apalaches, encino, con inspiración de estilo Luis XV, sus productos son expresión de la más alta calidad y la sensibilidad artística plasmada en sus diseños y acabados.
Otra característica del municipio son los cantereros de Jesús María, quienes han intervenido las principales iglesias del Estado y alrededores, artesanos empíricos que colaboraron con el emérito Arq. Refugio Reyes y han heredado orgullosamente la tradición de artesanía en cantera.
Aquí se fabrican máscaras y artesanías únicas talladas a mano dando vida a los personajes de la batalla de los Chicahuales.
La charrería es toda una tradición en el municipio, se llevan a cabo diversos eventos en el Lienzo Charro Xonacatique y se encuentran talabarteros que ponen en alto la elaboración de los elementos de éste patrimonio cultural inmaterial “la charrería”. El lienzo charro se inauguró en 1974, siendo remodelado en 2017 con la instalación de una velaría.
Jesús María, un lugar para relajarse aprovechando al máximo los beneficios del turismo de salud y bienestar, con sus aguas termales que alcanzan una temperatura hasta de 40 grados centígrados, disfrutando un agradable día en el Parque Acuático Valladolid.

#### Cocina y actividades culinarias
La gorditas “picadas” son el platillo típico, son llamadas así por el peculiar modo de preparación, las cuales después de ser cocidas al comal se abren, se rellenan con cualquier variedad de guisados para después freírlas en manteca sobre el comal, podrás encontrarlas en: “Gorditas La Familia” y “Gorditas Doña Coco”.
Jesús María se ha posicionado por la elaboración de quesos industriales y artesanales, estos últimos especialmente en las comunidades de Milpillas y los Muñoz.
Las manos de los jesusmarienses, tienen el talento de elaborar dulces típicos a base de coco, mejor conocidos como “alfajores”.
Los festivales gastronómicos poco a poco han ido tomando lugar en las nuevas tradiciones de la gente, tales como “Los mejores tamales de Jesús María”, el cual se lleva a cabo en el marco del Día de la Candelaria; “Sabores de Jesús María”, es una competencia de platillos típicos mexicanos en que la población participa activamente.

## Clima

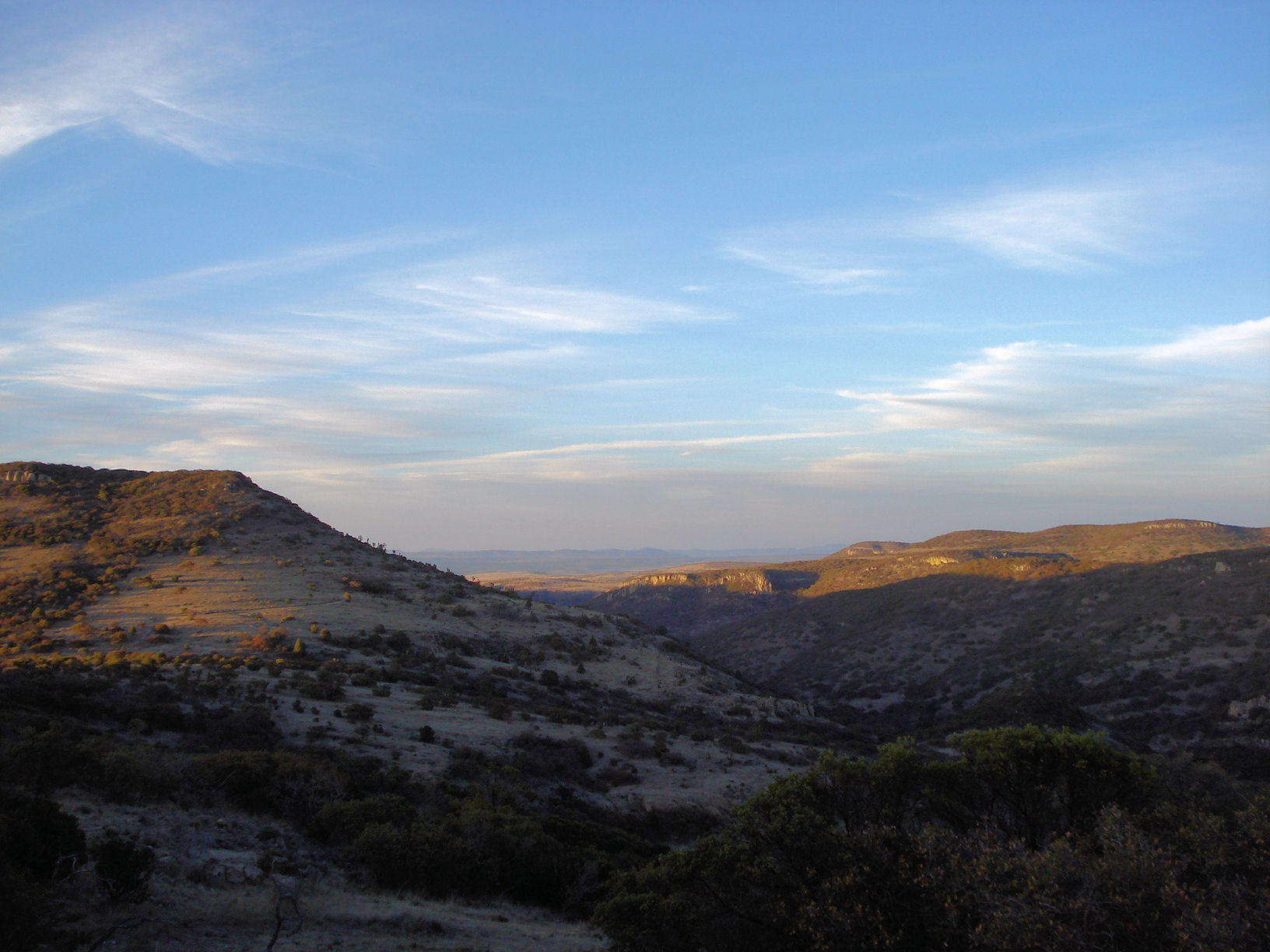
Sierra de Guajolotes.

El clima predominante es de tipo estepario con una temperatura media anual de 17 °C, y una precipitación media anual de 531 mm; los vientos dominantes son alisios en dirección suroeste-noroeste, durante el verano, y noreste-sureste en parte del otoño.

## Principales ecosistemas

### Flora
Jesús María forma parte de la zona agrícola más importante en Aguascalientes. El maguey y el nopal abundan en este lugar.
Podemos encontrar vegetación como mezquite, huizache, álamo, sauce, encino, matorral subtropical, pastizal natural, pastizal inducido y chaparral.
Otro elemento importante y con distribución en todo el terreno con vegetación son las cactáceas que en el pasado llegaron a cubrir extensas áreas formando grandes “nopaleras”. En la actualidad las especies de cactus se encuentran en forma aislada salvo excepciones como elemento representativo encontramos los “cardenches”. Sin embargo aún se encuentran biznagas, palo bobo, yuca (palma).

### Fauna
La fauna que tiene Jesús María habita en su mayoría en la zona de la Sierra Fría que pertenece al municipio. Cuenta con lobo, tejón, zorro, liebre, coyote, codorniz y ganso silvestre.

## Recursos naturales
Las primeras actividades de los pobladores se dieron en los márgenes de los ríos, como en el San Pedro, desarrollando actividades agrícolas y ganaderas, además de caza y pesca.
Entre los recursos naturales con los que se ha contado se encuentran el barro, la piedra, la cantera y la madera de los bosques aledaños para la fabricación de herramientas y utensilios.
La presencia de mantos acuíferos facilitó el establecimiento de regadíos en las comunidades de Maravillas, San Miguelito, Paso Blanco y la cabecera municipal por el rumbo de los Ojos de Agua, a base de norias equipadas con grandes ruedas de madera y sarta de cubos de barro, lo que logró que el cultivo de hortalizas tomara auge.
La arriería fue una actividad predominante durante muchas décadas, ya que se aprovechaba la cercanía de algunos cerros y la sierra fría.
También se dedicaban a la explotación de la madera para leña y fabricación de carretones y utensilios de trabajo y elaboración de carbón. En los cerros también encontraban amoles y lechuguillas para lavar ropa, zacates para escobas y zamando para hacer escobetas.
Anteriormente se usaba la madera para fabricar recipientes como ateas, artesas y lavaderos, así como silletas con asientos de tule, que fueron muy populares en los hogares. Actualmente la industria mueblera es de las más importantes en el municipio.
Se conserva el cultivo de la tierra, la cría de ganado diverso, especialmente vacas, cerdos, caballos y ovejas; se realizan también la cría de aves de corral, la caza y la pesca. Más reciente es la presencia de criaderos de toros de lidia.

## Demografía

### Población
De acuerdo al XIII Censo General de Población y Vivienda 2020 efectuado por el INEGI, la población total del municipio era de 129,929 habitantes. La población total del municipio representa el 6.78% con relación a la población total del estado.

### Religión
Al año 2000, de acuerdo al citado Censo efectuado por el INEGI, la población de 5 años y más que es católica asciende a 52 778 habitantes, mientras que los no católicos en el mismo rango de edades suman 1556 personas. En el municipio existe un templo que habla por sí solo de belleza, el tempo de Jesús Nazareno.

### Localidades

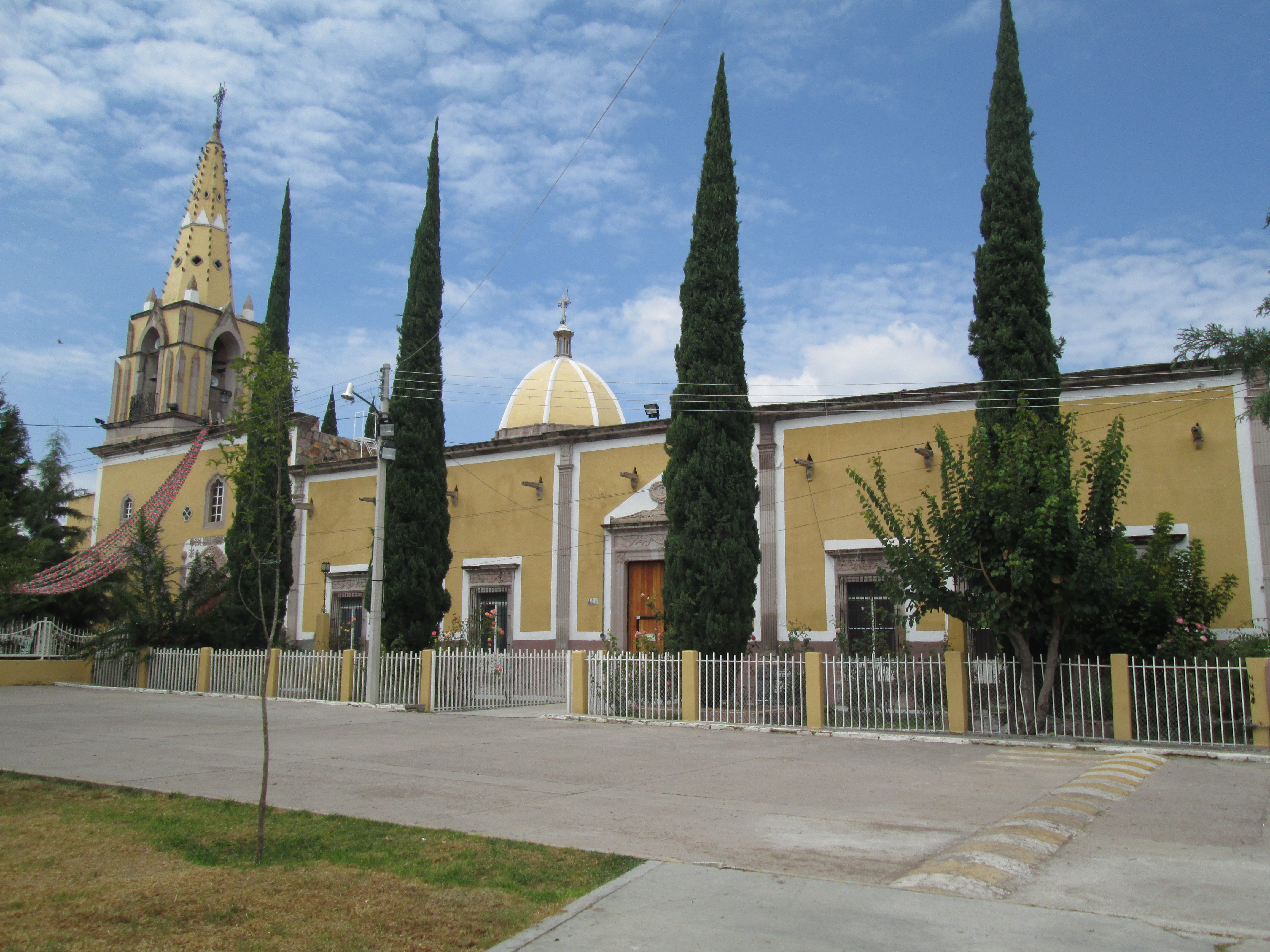
Templo de San Miguel Arcángel en Ignacio Zaragoza, comunidad al sur del municipio.

| Código INEGI      | Localidad                   | Población (2020) |
| ----------------- | --------------------------- | ---------------- |
| 010050001         | Jesús María                 | 63 805           |
| 010050041         | Jesús Gómez Portugal        | 12 646           |
| 010050427         | Paseos de Aguascalientes    | 5 191            |
| 010050468         | Arboledas Paso Blanco       | 4 575            |
| 010050245         | El Llano                    | 4 546            |
| 010050023         | Corral de Barrancos         | 3 935            |
| 010050482         | Paseos de las Haciendas     | 2 826            |
| 010050050         | Maravillas                  | 2 037            |
| 010050066         | Paso Blanco                 | 1 830            |
| 010050105         | Tepetates                   | 1 688            |
| 010050033         | General Ignacio Zaragoza    | 1 610            |
| 010050109         | Valladolid                  | 1 348            |
| 010050007         | Los Arquitos                | 1 214            |
| 010050078         | Ejido la Guayana            | 1 183            |
| 010050084         | San Antonio de los Horcones | 1 174            |
| 010050106         | La Tomatina                 | 1 076            |
| Otras localidades | Otras localidades           | 19 245           |
| Total municipal   | Total municipal             | 129 929          |

## Principales sectores, productos y servicios

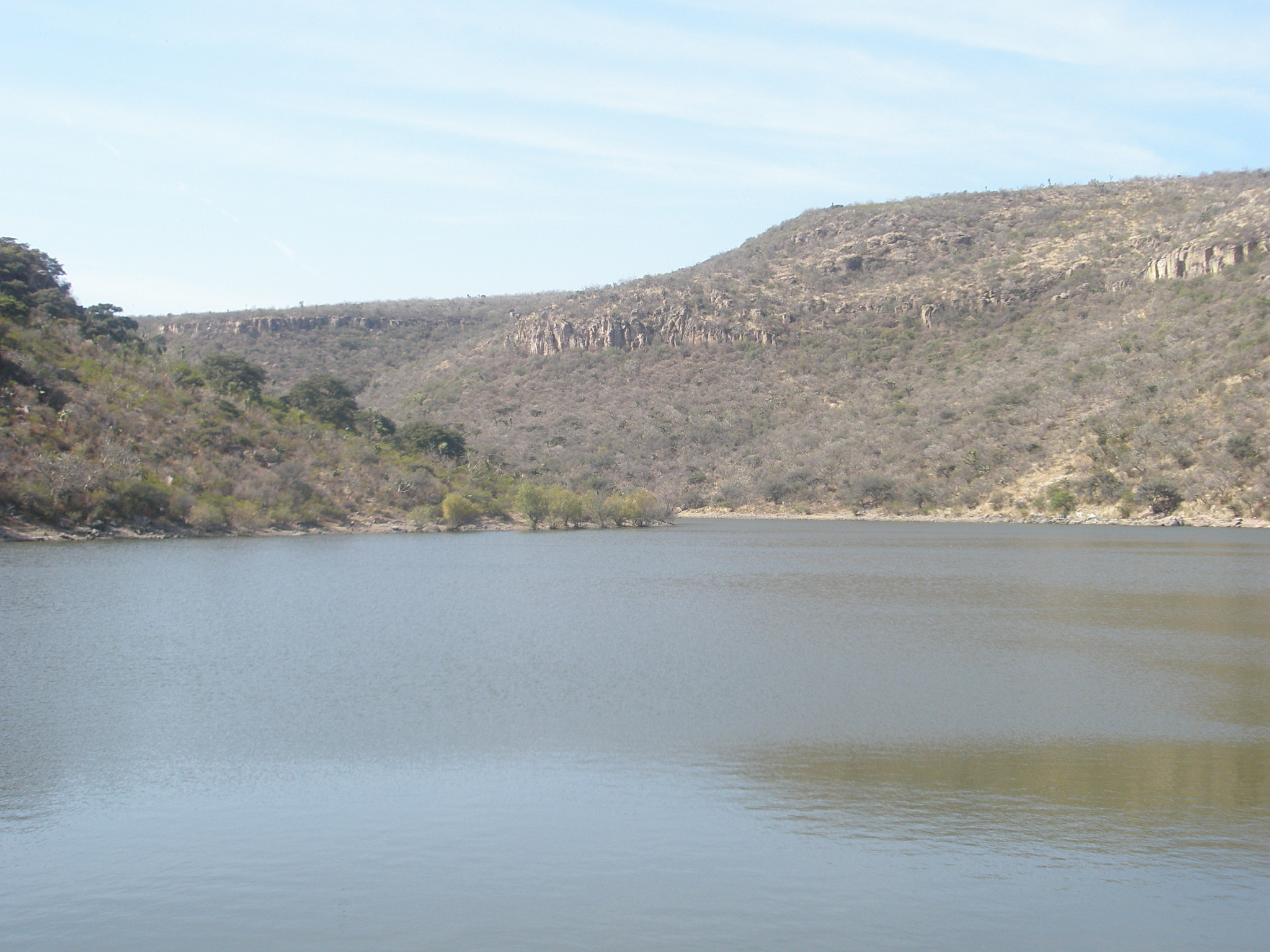
Presa Los Arquitos.

### Agricultura
Se produce con cultivos cíclicos de riego y temporal, granos como el maíz y maíz de forraje así como frijol, pasto, chile verde, brócoli, sorgo y forraje forman la parte fuerte de la producción en el lugar. En la actualidad el suelo de Jesús María es delgado que impide su próspera cultivo al ser vulnerable a la erosión.

### Ganadería
Esta actividad, en baja escala, es representada por la cría de ganado bovino, porcino y equino. Algunos de estos animales usados para doble propósito pues se procesa la carne, piel y plumaje. Dentro de este municipio se localiza la ganadería de reses bravas Manolo Espinoza e Hijos y Armillita Hermanos, en las cuales el visitante puede apreciar al ganado en su hábitat natural, admirar un museo taurino de la dinastía Armillita, además de tener la oportunidad de participar en una tienta de vaquillas.

### Silvicultura
En su totalidad el predominio es de coníferas pino, encino y manzanilla así como álamo y madraño. En la actualidad existen explotaciones no controladas de especies nativas como el álamo, fresno y mezquite, cuya madera reclama la industria mueblera de Jesús María.

### Industria
Particularmente, la fabricación de muebles es la fuente principal de ingresos del municipio, en las fábricas de muebles estilo Luis XV que son muy admiradas debido a la elaboración de réplicas casi exactas de las originales.

### Comercio
Hasta hace poco tiempo la economía de Jesús María giraba en torno del cultivo de la tierra, del cuidado de sus huertas y de la extracción de carbón y leña de la Sierra Fría, hasta que Don Nazario Ortiz Garza trajo consigo la industrialización de la uva, fomentando el cultivo de la vid y la producción de vino.

### Servicios
La cabecera cuenta con servicio médico, gasolineras, restaurante, taller de reparaciones, estacionamiento, autobuses, taxis y teléfono de larga distancia.

### Pesca
Las aguas del municipio son propicias para la crianza de la Tilapia, Carpa y lobina de las cuales se consume la mayor parte en la capital. En la presa Abelardo L. Rodríguez se pueden encontrar especies como el bagre, la mojarra y la carpa entre otras.

## Política

### Representación legislativa
Para la elección de Diputados federales y locales, el municipio se encuentra integrado en los siguientes distritos:
Local:
- VII Distrito Electoral Local de Aguascalientes

Federal:
- I Distrito Electoral Federal de Aguascalientes

### Presidentes municipales
| Presidente municipal | Presidente municipal             | Periodo     | Partido | Elección |
| -------------------- | -------------------------------- | ----------- | ------- | -------- |
|                      | Genovevo Rivera                  | 1939 – 1940 | —       | 1938     |
|                      | Epitacio Márquez                 | 1941 – 1942 | —       | 1940     |
|                      | Cecilio Montañez                 | 1943 – 1944 |         | 1942     |
|                      | Leopoldo Martínez Alonso         | 1945 – 1947 |         | 1944     |
|                      | Pedro Martínez Macías            | 1948 – 1950 |         | 1947     |
|                      | Jesús Demetrio Santoyo           | 1951 – 1953 |         | 1950     |
|                      | Pedro de la Cruz Reyes           | 1954 – 1956 |         | 1953     |
|                      | Jorge Ignacio Zamarripa Chávez   | 1957 – 1959 |         | 1956     |
|                      | David Guardado Martínez          | 1960 – 1962 |         | 1959     |
|                      | Rogelio Delgado Martínez         | 1963 – 1965 |         | 1962     |
|                      | Feliciano Martínez Cruz          | 1966 – 1968 |         | 1965     |
|                      | Jorge Ignacio Zamarripa Chávez   | 1969 – 1971 |         | 1968     |
|                      | José Jesús López Martínez        | 1972 – 1974 |         | 1971     |
|                      | Luis Gómez Esparza               | 1975 – 1977 |         | 1974     |
|                      | Alfonso Ruiz Requena             | 1978 – 1980 |         | 1977     |
|                      | José Flores de Luna              | 1981 – 1983 |         | 1980     |
|                      | Higinio Chávez Marmolejo         | 1984 – 1986 |         | 1983     |
|                      | Alfonso Ruiz Requena             | 1987 – 1989 |         | 1986     |
|                      | Felipe Gaytán Reyna              | 1990 – 1992 |         | 1989     |
|                      | José Aceves Jiménez              | 1993 – 1995 |         | 1992     |
|                      | Carlos Armando de la Luna Loera  | 1996 – 1998 |         | 1995     |
|                      | José Luis Mares Medina           | 1999 – 2001 |         | 1998     |
|                      | Gilberto Rodríguez Domínguez     | 2002 – 2004 |         | 2001     |
|                      | Luis Fernando Flores Martínez    | 2005 – 2007 |         | 2004     |
|                      | Gregorio Zamarripa Delgado       | 2008 – 2010 |         | 2007     |
|                      | Martín Gerardo Chávez del Bosque | 2011 – 2013 |         | 2010     |
|                      | José Antonio Arambula López      | 2014 – 2016 |         | 2013     |
|                      | Noel Mata Atilano                | 2017 – 2019 |         | 2016     |
|                      | José Antonio Arambula López      | 2019 – 2021 |         | 2019     |
| 2021 – 2024          | José Antonio Arambula López      | 2021        |         |          |

## Zona metropolitana de Aguascalientes
El municipio de Jesús María, es parte de la Zona Metropolitana de Aguascalientes, donde prácticamente Aguascalientes ha cubierto el municipio, como localidad alterna a la ciudad, y dejando a un lado la cabecera municipal de Jesús María, éste se distingue por tener las zonas residenciales más prestigiosas del Estado, hay una alta calidad de vida por la gran cantidad de casas residenciales donde habita la clase media alta y alta de la ciudad. El municipio tiene el edificio más alto del Estado, la Torre Terzetto, con 19 pisos, es también sede del Instituto Tecnológico de Estudios Superiores de Monterrey, campus Aguascalientes.